# La Roque-Gageac
La Roque-Gageac là một xã trong tỉnh Dordogne, thuộc vùng Nouvelle-Aquitaine của nước Pháp, có dân số là 449 người (thời điểm 1999). La Roque-Gageac nằm cạnh sông Dordogne, là một trong những làng đẹp nhất Pháp